# Клеветникам России
«Клеветника́м Росси́и» — патриотическое стихотворение-ода А. С. Пушкина, опубликованное в 1831 году и написанное в связи с польским восстанием 1830—1831 годов. Непосредственным поводом для его создания стали призывы некоторых депутатов французского парламента к вмешательству в военные действия против русской армии на стороне польских повстанцев.

## История создания

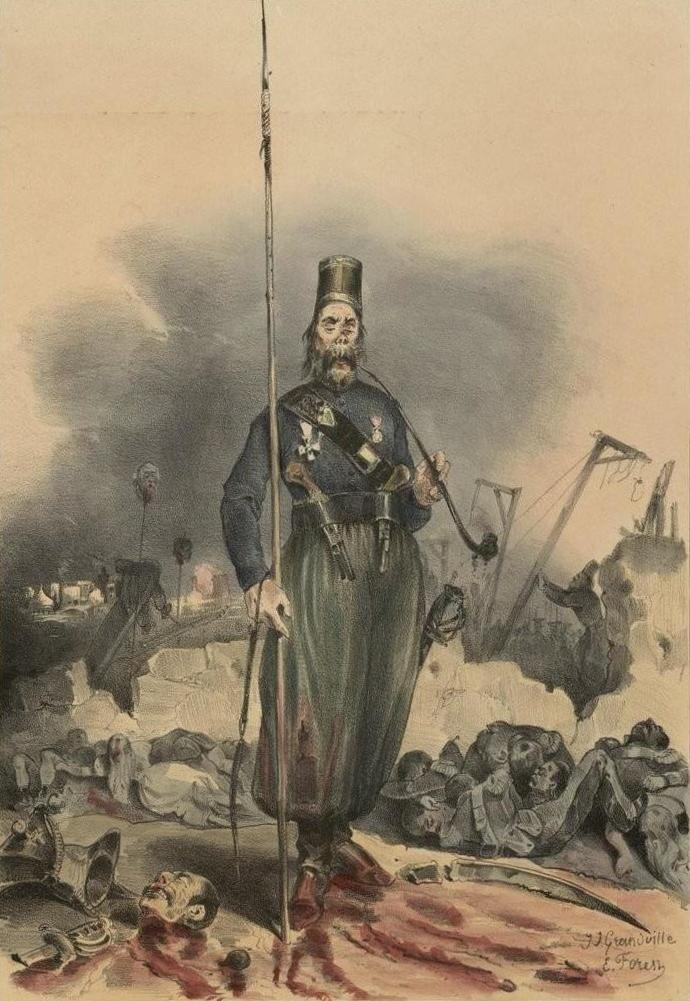
«Порядок царствует в Варшаве». Карикатура Жана Гранвиля, сентябрь 1831 года

Стихотворение «Клеветникам России» было написано Пушкиным в Царском Селе накануне или во время осады Варшавы (дата написания — 2 августа согласно помете на автографе, но в публикации указано 16 августа). Рукопись предваряет эпиграф на латыни — Vox et praeterea nihil, что означает «пустые слова», (дословно — «голос и больше ничего»). Стихотворение явилось реакцией Пушкина на массовую кампанию во Франции за военное вмешательство в поддержку Польши. Эту кампанию возглавлял Жильбер Лафайет, ставший председателем Польского комитета; он, Франсуа Моген, генерал Максимилиан Ламарк и другие депутаты выступали в Палате депутатов с пламенными речами, призывая к выступлению против России. Война с Европой казалась весьма вероятной многим; оценка Пушкина политической ситуации в дни написания стихотворения видна из его письма П. А. Вяземскому от 14 августа: «Варшава окружена, Кржнецкий сменён нетерпеливыми патриотами. Дембинский, невзначай явившийся в Варшаву из Литвы, выбран в главнокомандующие. Кржнецкого обвиняли мятежники в бездействии. Следственно, они хотят сражения; следственно, они будут разбиты, следственно, интервенция Франции опоздает, следственно, граф Паскевич удивительно счастлив. (…) Если заварится общая, европейская война, то, право, буду сожалеть о своей женитьбе, разве жену возьму в торока».
Спустя три недели, откликаясь на известие о взятии Варшавы, Пушкин написал стихотворение «Бородинская годовщина», немедленно после чего эти два стихотворения, а также патриотическое стихотворение Жуковского «Старая песня на новый лад» были опубликованы брошюрой под названием «На взятие Варшавы». Перед публикацией оба пушкинских стихотворения были просмотрены и одобрены лично Николаем I. По мнению польских специалистов Я. Савицкой и М. Топоровского, оба стихотворения были написаны по заказу императора, «который стремился сделать поэта идеологом догм своей эпохи — православия, самодержавия и великорусского национализма». Однако следует заметить, что стихотворение находилось в русле общих взглядов Пушкина на польский вопрос: Пушкин считал, что самостоятельное государственное существование Польши противоречит интересам России. Кроме того, к этому времени он в значительной степени отошёл от революционной романтики юности и стал негативно относиться к революциям и мятежам вообще. Это не мешало ему восхищаться героизмом поляков: пересказывая в письме Вяземскому от 1 июня 1831 года соответствующий эпизод сражения при Остроленке, он пишет: «Всё это хорошо в поэтическом отношении. Но всё-таки их надобно задушить, и наша медленность мучительна». И далее он излагает мысли, вскоре лёгшие в основу оды: «Для нас мятеж Польши есть дело семейственное, старинная, наследственная распря, мы не можем судить её по впечатлениям европейским, каков бы ни был, впрочем, наш образ мыслей. Но для Европы нужны общие предметы внимания в пристрастия, нужны и для народов и для правительств. Конечно, выгода почти всех правительств держаться в сём случае правила non-intervention <невмешательства>, то есть избегать в чужом пиру похмелья; но народы так и рвутся, так и лают. Того и гляди, навяжется на нас Европа. Счастие ещё, что мы прошлого году не вмешались в последнюю французскую передрягу! А то был бы долг платежом красен». Более того, в июле того же года Пушкин безуспешно предлагал А. Х. Бенкендорфу позволить ему создать политический журнал, мотивируя это следующим образом: «Ныне, когда справедливое негодование и старая народная вражда, долго растравляемая завистью, соединила всех нас против польских мятежников, озлобленная Европа нападает покамест на Россию не оружием, но ежедневной бешеной клеветою… Пускай позволят нам, русским писателям, отражать бесстыдные и невежественные нападки иностранных газет».

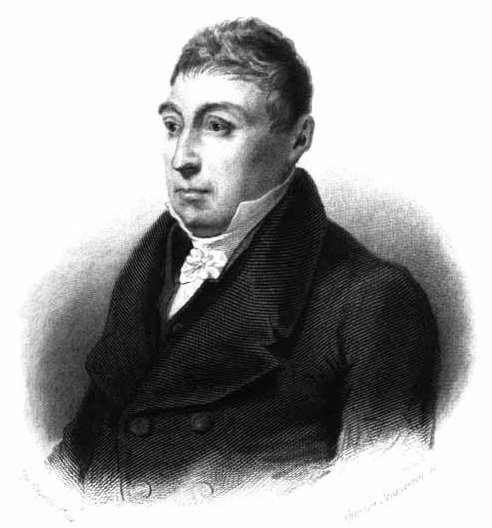
Жильбер Лафайет
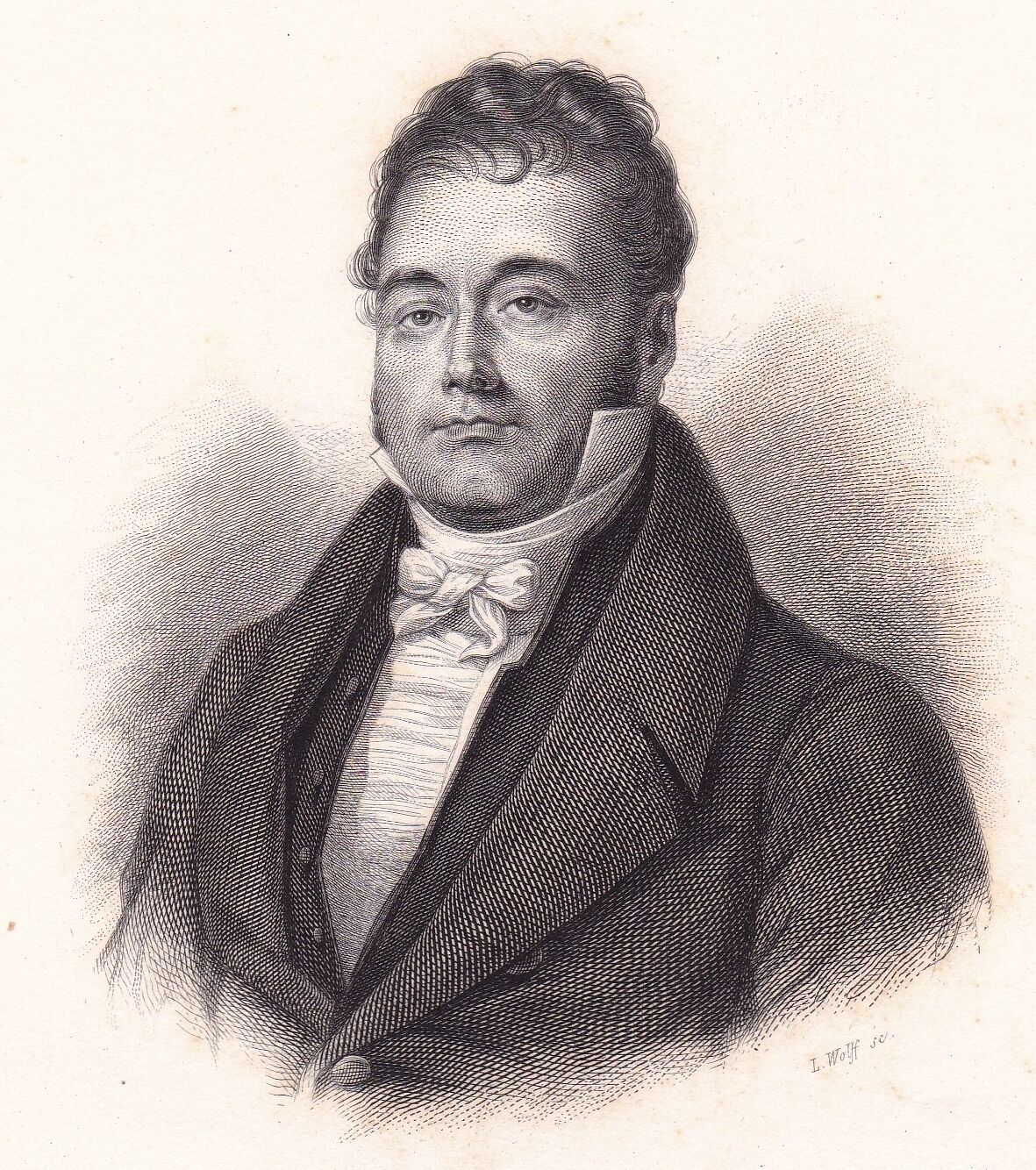
Франсуа Моген
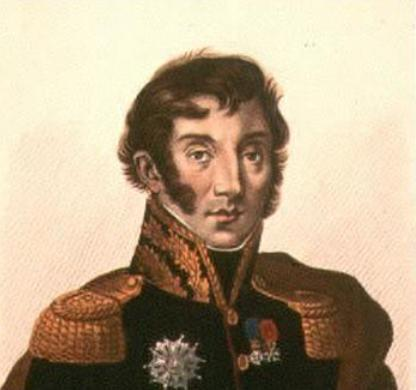
Жан Максимилиан Ламарк

## Содержание
В стихотворении, написанном в форме прямого обращения к депутатам («народным витиям»), Пушкин указывает на непонимание ими сущности многовекового русско-польского конфликта:

Что возмутило вас? волнения Литвы?

Оставьте: это спор славян между собою,

Домашний, старый спор, уж взвешенный судьбою.

А также:

Вам непонятна, вам чужда

сия семейная вражда.

Обвиняя французов в ненависти к России, Пушкин задаётся вопросом, в чём корни этого явления, и даёт на него ответ: крах Наполеона после его поражения в Отечественной войне 1812 года:

За что ж? ответствуйте: за то ли,

Что на развалинах пылающей Москвы

Мы не признали наглой воли

Того, под кем дрожали вы?

За то ль, что в бездну повалили

Мы тяготеющий над царствами кумир

И нашей кровью искупили

Европы вольность, честь и мир?

В заключительной части стихотворения Пушкин указывает на готовность хранящего былую силу русского народа сражаться против новой агрессии, а также пишет об очередном плачевном конце, ожидающем интервентов:

Иль нам с Европой спорить ново?

Иль русский от побед отвык?

Иль мало нас? Или от Перми до Тавриды,

От финских хладных скал до пламенной Колхиды,

От потрясенного Кремля

До стен недвижного Китая,

Стальной щетиною сверкая,

Не встанет русская земля?..

Так высылайте ж нам, витии,

Своих озлобленных сынов:

Есть место им в полях России,

Среди нечуждых им гробов.

Завершающая часть произведения была вдохновлена стихотворением «Переход через Рейн» Константина Батюшкова, в котором описывается мощь России и народный характер войны при осуществлении возмездия:

Мы здесь, сыны снегов.

Под знаменем Москвы с свободой и с громами!..

Стеклись с морей, покрытых льдами,

От струй полуденных, от Каспия валов,

От волн Улеи и Байкала,

От Волги, Дона и Днепра,

От града нашего Петра,

С вершин Кавказа и Урала!..

В рукописи стихотворению был предпослан эпиграф: «Vox et praeterea nihil» — «Пустой звук и более ничего».

## Общественная реакция

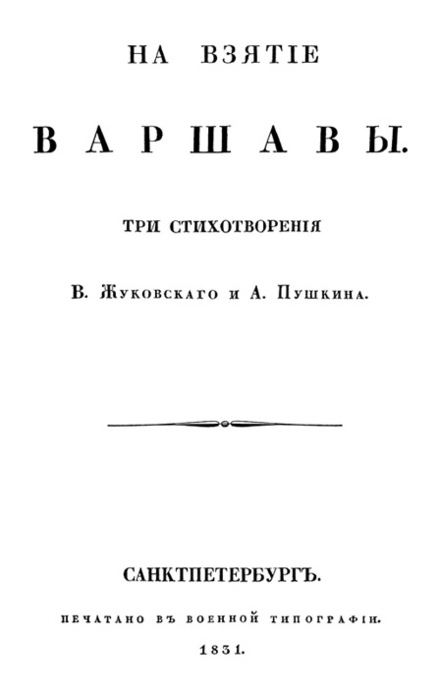
Титульный лист брошюры «На взятие Варшавы»

Стихотворение было опубликовано в брошюре «На взятие Варшавы», в которую были включены также «Бородинская годовщина» и патриотический стих Василия Жуковского «Старая песня на новый лад». Брошюра была отпечатана около 10 сентября 1831 года (цензурное разрешение от 7 сентября). Эта публикация всколыхнула русское общество, которое разделилось на восторженных поклонников и резких критиков новых стихов Пушкина. Если верноподданническая и националистически настроенная часть общества приветствовала стихотворение, то многие либерально настроенные современники возмутились им, видя в нём выражение вражды к свободолюбивым устремлениям и проявление официозного верноподданничества — «шинельную поэзию», по крылатому выражению Петра Вяземского (Вяземский именно по отношению к стихам сборника запустил выражение «шинельная ода», сравнив Жуковского — и косвенно Пушкина — с чиновниками-виршеплётами, которые в праздники ходили по начальству с поздравительными стихами). При этом даже ли́ца, в принципе соглашавшиеся с политической необходимостью подавления польского восстания, как Вяземский, осуждали оду как конъюнктурную и неприлично сервильную.
Полковник Алексей Философов восторгался стихотворением: «Какое богатство мыслей самых отвлечённых, выраженных пиитическим образом. Какие возвышенные, прямо русские чувства». Пётр Чаадаев писал Пушкину: «Вот вы, наконец, и национальный поэт; вы, наконец, угадали своё призвание. <…> Стихотворение к врагам России особенно замечательно; это я говорю вам. <…> Не все здесь одного со мною мнения, вы, конечно, не сомневаетесь в этом, но пусть говорят, что хотят — а мы пойдём вперёд». Степан Шевырёв также восхищался одой, на что Николай Мельгунов писал ему: «Мне досадно, что ты хвалишь Пушкина за последние его вирши. Он мне так огадился как человек, что я потерял к нему уважение даже как к поэту». Бывший член «Союза благоденствия» Григорий Римский-Корсаков писал, что после выхода в свет оды Пушкина он отказывается «приобретать произведения Русского Парнаса». Негативно восприняли позицию Пушкина и братья Тургеневы. Александр писал брату Николаю: «Твоё заключение о Пушкине справедливо: в нём точно есть ещё варварство», поясняя однако: «Он только варвар в отношении к П[ольше]. Как поэт, думая, что без патриотизма, как он его понимает, нельзя быть поэтом, и для поэзии не хочет выходить из своего варварства».
Только 14 сентября Вяземский ознакомился со стихотворением. В тот день он записал в дневнике: «Будь у нас гласность печати, никогда бы Жуковский не подумал бы, Пушкин не осмелился бы воспеть победы Паскевича… Курам на смех быть вне себя от изумления, видя, что льву удалось, наконец, наложить лапу на мышь… И что за святотатство сближать Бородино с Варшавою. Россия вопиет против этого беззакония…». В «Записных книжках» Вяземский развёрнуто критиковал стихотворение: «Пушкин в стихах своих „Клеветникам России“ кажет им шиш из кармана. Он знает, что они не прочтут стихов его, следовательно, и отвечать не будут на вопросы, на которые отвечать было бы очень легко, даже самому Пушкину. За что возрождающейся Европе любить нас? Вносим ли мы хоть грош в казну общего просвещения? Мы тормоз в движениях народов к постепенному усовершенствованию, нравственному и политическому. Мы вне возрождающейся Европы, а между тем тяготеем к ней. Народные витии (…) могли бы отвечать ему коротко и ясно: мы ненавидим, или лучше сказать, презираем вас, потому что в России поэту, как вы, не стыдно писать и печатать стихи, подобные вашим». Вяземский издевался над «географическими фанфаронадами» Пушкина: «Что же тут хорошего, чем радоваться и чем хвастаться, что мы лежим врастяжку, что у нас от мысли до мысли пять тысяч верст…». Он считает «нелепостями» его угрозы Европе, так как сам Пушкин должен знать, что «нам с Европою воевать была бы смерть». При этом он не сомневается в необходимости подавления польского восстания, но считает его так же мало подходящим предметом вдохновения для поэта, как законное наказание беглого холопа. «Зачем же перекладывать в стихи то, что очень кстати в политической газете?» — писал он и иронически предлагал Пушкину воспеть канцлера Карла Нессельроде за заключение мира с Турцией, генерал-адъютанта Алексея Орлова за подавление бунта в военных поселениях и т. п. В письме Елизавете Хитрово Вяземский писал: «Станем снова европейцами, чтобы искупить стихи, совсем не европейского свойства… Как огорчили меня эти стихи! Власть, государственный порядок часто должны исполнять печальные, кровавые обязанности, но у Поэта, слава Богу, нет обязанности их воспевать». Дочь Елизаветы Хитрово, Дарья Фикельмон в письме Вяземскому выражает полную солидарность с этими мыслями; после выхода стихотворения она перестала здороваться с Пушкиным. Виссарион Белинский категорически утверждал в письме Гоголю, что стоило Пушкину «написать только два-три верноподданнических стихотворения (…) чтобы вдруг лишиться народной любви».
Сразу же после выхода оды в свет стали появляться в списках её переводы и переложения на французский и немецкий языки. В начале октября 1831 года Елизавета Хитрово послала французский перевод (возможно, сделанный ей самой или кем-то из сотрудников австрийского посольства в Петербурге) Пушкину. Пушкин подправил его, и в этом виде текст был сообщён австрийскому канцлеру Меттерниху зятем Хитрово, австрийским посланником Карлом Фикельмоном, как иллюстрация подъёма патриотических настроений в русском обществе: «Такая же мысль отразилась в стихах Пушкина, верный перевод которых я здесь присоединяю. Они были написаны поэтом в Царском Селе и были одобрены императором. Благодаря этому они ещё более привлекают внимание».
Один из французских переводов «Клеветников России» принадлежит министру просвещения и президенту Академии наук Сергею Уварову, который позже, в последние годы жизни поэта, стал одним из его врагов. Перевод Уварова волен (в частности, привносит идею, отсутствующую у Пушкина: «Для торжества одного из народов нужно, чтобы погиб другой»). В 1839 году музыкант и критик Николай Голицын опубликовал свой перевод оды на французский язык:185, который был сделан ещё при жизни Пушкина и вызвал положительную оценку в письме автора переводчику в 1836 году (здесь же Пушкин иронически отзывается о переводе Уварова).
В ответ на «патриотические» стихи Пушкина Адам Мицкевич опубликовал стихотворение «Русским друзьям» (пол. «Do przyjaciół Moskali», в ином переводе — «Друзьям-москалям»), в котором обвинил (не названного по имени) Пушкина в предательстве прежних, общих для них, свободолюбивых идеалов:

<…>

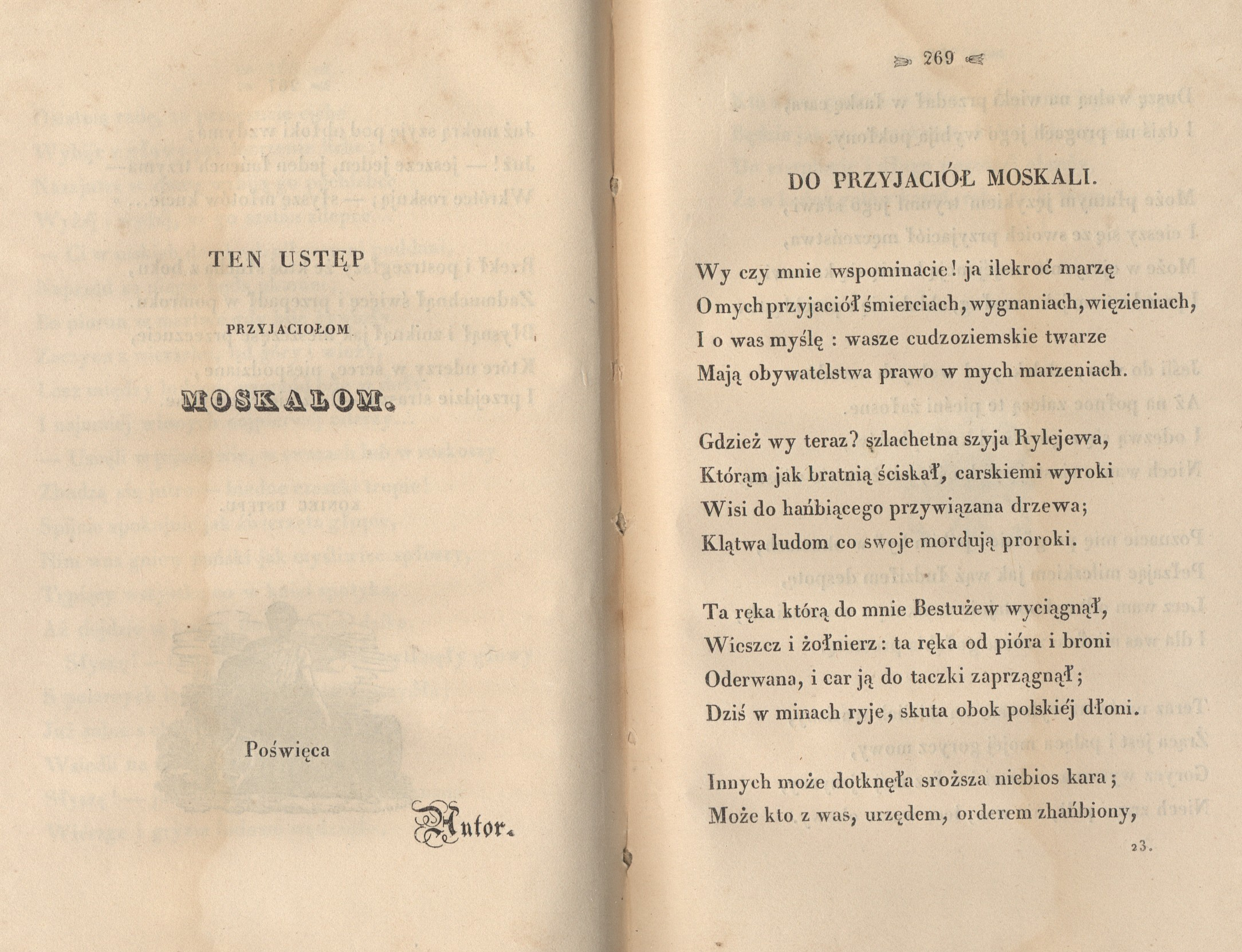
Стихотворением «Do przyjaciół Moskali» завершается третья часть «Дзядов» Адама Мицкевича

А кто поруган злей? Кого из вас горчайший

Из жребиев постиг, карая неуклонно

И срамом орденов, и лаской высочайшей,

И сластью у крыльца царёва бить поклоны?

А может, кто триумф жестокости монаршей

В холопском рвении восславить ныне тщится?

Иль топчет польский край, умывшись кровью нашей,

И, будто похвалой, проклятьями кичится?

<…>
— Перевод А. Якобсона
Пушкин был задет за живое и начал писать ответ Мицкевичу, который, однако, так и не был опубликован при его жизни (отрывок «Он между нами жил…»). Стихотворение «Русским друзьям» вошло в третью часть поэмы Мицкевича «Дзяды».
Литературовед В. Е. Панченко предполагал, что поэма Тараса Шевченко «Кавказ» могла быть прямой полемикой с Пушкиным, в частности, со стихотворением «Клеветникам России». Он обратил внимание на схожесть ритма, а также на упоминание Шевченко французов, которое, по мнению Панченко, могло быть отсылкой к тем самым французским депутатам, которых Пушкин относил к «клеветникам».